# Natalie Dormer
Natalie Dormer (Reading, 11 de febrer de 1982) és una actriu anglesa, coneguda pel seu paper d'Anna Bolena a la sèrie de televisió de Showtime, The Tudors i pel seu paper com a Margaery Tyrell a la sèrie Joc de Trons.

## Biografia
Va estudiar a l'escola secundària Chiltern Edge, abans de canviar-se a la Reading Blue Coat School, una escola independent per a jovenetes, per al sixth form. Durant la seva etapa escolar va estudiar dansa en l'Allenova School of Dancing, abans d'entrar a la Webber Douglas Academy of Dramatic Art a Londres. Dormer practica esgrima i és membre de la London Fencing Academy.
Surt amb el director irlandès Anthony Byrne.
Sis mesos després de graduar-se per l'acadèmia Webber, Natalie va aconseguir la seva primera interpretació en una pel·lícula, obtenint el paper de Victòria a la pel·lícula  Casanova , al costat de Heath Ledger i Sienna Miller. El director Lasse Hallström va quedar tan impressionat pels dots còmics de Natalie, que va ampliar la part del seu paper a la pel·lícula. Després d'aquest paper, va firmar un contracte per tres pel·lícules amb Disney Touchstone.
El 2006 va aparèixer en les sèries  Distant Shores  i Rebues on va interpretar Phillippa Balfour.
El 2007 va interpretar la periodista Cassie a la pel·lícula  Flawless  interpretada per Michael Caine i Demi Moore, aquell mateix any va assolir la fama quan es va unir a l'elenc principal de la sèrie  The Tudors , on interpretava Anna Bolena, la segona esposa del Rei Enric VIII d'Anglaterra durant les primeres dues temporades, fins al 2008 després que el seu personatge morís decapitat. Posteriorment va aparèixer de nou durant la quarta temporada el 2010 quan Henry va somiar amb les seves antigues esposes.
El 2009 va aparèixer a la pel·lícula  Miss Marple: Why Didn't They Ask Evans? , on va interpretar a Mora Nicholson, també va fer un paper a Masterwork i a  City of Life . Va posar la seva veu pel personatge de Serafina de la novel·la de Sarah Dunant, 'Sagrats Cors', Serafina és una nena de 16 anys que viu a la Itàlia renaixentista.
El 2011 es va anunciar que Natalie obtenia el paper principal a la pel·lícula Shadowland 3D, una adaptació de la novel·la del mateix nom de Peter Straub. Aquell mateix any va interpretar a la soldat Lorraine a la pel·lícula Captain America: The First Avenger, protagonitzada per Chris Evans, també va interpretar Elizabeth Boyles-Lyon a la pel·lícula W.E. i a la periodista Celeste Chevalier a Poe. Pel que fa a la pantalla petita, va aparèixer de forma recurrent en la sèrie dramàtica Silk.
L'abril de 2011 es va anunciar que Natalie havia estat escollida per formar part del nou drama de terror The Fades, on interpreta a Sarah, una dona que pot veure el futur, tanmateix les seves habilitats li porten problemes i després que desaparegui, comencen a pensar que està morta i les sospites cauen sobre el seu exespòs Mark (Tom Ellis). El 2012, Natalie Dorner es troba participant en el rodatge de la sèrie adaptada dels llibres Cançó de gel i foc: Game of Thrones.

## Filmografia

### Televisió
| Any       | Títol                               | Paper                        | Notes               |
| --------- | ----------------------------------- | ---------------------------- | ------------------- |
| 2005      | Rebues                              | Phillippa Balfour            | Episodi «The Falls» |
| 2005      | Distant Shores                      | Dona                         | Episodi #1.1        |
| 2007-2010 | The Tudors                          | Anna Bolena                  | 21 episodis         |
| 2009      | Masterwork                          | Mo Murphy                    | Telefilm            |
| 2009      | Marple: Why Didn't They Ask Evans?  | Moira Nicholson              | Telefilm            |
| 2011      | The Fades                           | Sarah                        | 6 episodis          |
| 2011      | Silk                                | Niamh Cranitch               | 6 episodis          |
| 2011      | Poe                                 | Celeste Chevalier            | Telefilm            |
| 2012-2016 | Game of Thrones                     | Margaery Tyrell              | 26 episodis         |
| 2013-2015 | Elementary                          | Jamie Moriarty / Irene Adler | 6 episodis          |
| 2015      | The Scandalous Lady W               | Seymour Worsley              | Telefilm            |
| 2018      | Picnic at Hanging Rock              | Sra Hester Appleyard         | 6 episodis          |
| 2019      | The Dark Crystal: Age of Resistance | Onica (veu)                  | 3 episodis          |
| 2020      | Penny Dreadful: City of Angels      | Magda                        | Paper principal     |

### Cinema
| Any  | Títol                                 | Paper                | Notes           |
| ---- | ------------------------------------- | -------------------- | --------------- |
| 2005 | Casanova                              | Victoria             |                 |
| 2007 | Flawless                              | Casssie              |                 |
| 2009 | City of Life                          | Olga                 |                 |
| 2011 | W.E.                                  | Elizabeth Bowes-Lyon |                 |
| 2011 | Captain America: The First Avenger    | Soldat Lorraine      |                 |
| 2013 | A Long Way Home                       | Suzanne              |                 |
| 2013 | Rush                                  | infermera Gemma      |                 |
| 2014 | The Riot Club                         | Charlie              |                 |
| 2014 | The Hunger Games: Mockingjay – Part 1 | Cressida             |                 |
| 2015 | The Hunger Games: Mockingjay – Part 2 | Cressida             |                 |
| 2016 | The forest                            | Sara i Jess          |                 |
| 2018 | In Darkness                           | Sofia                | També guionista |
| 2018 | Patient Zero                          | Dra Gina Rose        |                 |
| 2019 | The Professor and the Madman          | Eliza Merrett        |                 |
| 2020 | Pets United                           | Belle                | Veu             |

### Teatre
| Any  | Obra             | Personatge   | Director       | Teatre                  |
| ---- | ---------------- | ------------ | -------------- | ----------------------- |
| 2010 | .45              | Pat          | -              | Hampstead Theatre       |
| 2010 | Sweet Nothings   | Mizi         | -              | Young Vic Theatre       |
| 2012 | After Miss Julie | Miss Julie   | Patrick Marber | Young Vic Theatre       |
| 2017 | Venus in Fur     | Vanda Jordan | -              | Theatre Royal Haymarket |

## Premis i nominacions
| Any  | Categoria                                              | Premi                       | Sèrie                                 | Resultat   |
| ---- | ------------------------------------------------------ | --------------------------- | ------------------------------------- | ---------- |
| 2008 | Best Performance in a Continuing Leading Dramatic Role | Canadian Gemini Awards      | Los Tudor                             | Nominada   |
| 2009 | Best Performance in a Continuing Leading Dramatic Role | Canadian Gemini Awards      | Los Tudor                             | Nominada   |
| 2014 | Millor actriu protagonista nova                        | NewNowNext Awards           | The Hunger Games: Mockingjay – Part 1 | Guanyadora |
| 2014 | Millor repartiment en una sèrie dramàtica              | Sindicat d'Actors de Cinema | Game of Thrones                       | Nominada   |
| 2015 | Millor repartiment en una sèrie dramàtica              | Sindicat d'Actors de Cinema | Game of Thrones                       | Nominada   |